# Ulmus changii
Ulmus changii är en almväxtart som beskrevs av Cheng. Ulmus changii ingår i släktet almar, och familjen almväxter. Utöver nominatformen finns också underarten U. c. kunmingensis.